# Stadion Pod Racinom
El Stadion Pod Racinom es un estadio multipropósito situado en la ciudad de Plav que se encuentra situada en el este del país balcánico de Montenegro en Europa. En este estadio disputa sus partidos como local el FK Jezero de la Segunda División de Montenegro. El estadio tiene unas dimensiones de 105 x 70 metros y una capacidad de 5000 espectadores. Al igual que la gran mayoría de los estadios montenegrinos no cumple la normativa UEFA. El estadio fue inaugurado en la década de 1990.